# Monochamus verticalis
Monochamus verticalis là một loài bọ cánh cứng trong họ Cerambycidae.